# Восход Осириса
Восход Осириса (англ. Osiris Rising: A Novel of Africa Past, Present and Future) — роман, написанный Айи Квеи Арма и опубликованный в 1995 году. История рассказывает об афроамериканке Аст, которая отправляется в Африку в поисках своих корней, после того, как стала доктором философии.

## Персонажи
Многие персонажи «Восход Осириса» выглядят плоскими и нелепыми, почти «кукольными». Главная героиня Аст, кажется самой правдоподобной и развитой среди других персонажей, но даже её психология при взаимодействии с Сетом становится абсурдной. В лучшем случае персонажи выступают в виде принципов, представляющих дальнейшее исследование тем книги.

## Тематические элементы
Как следует из названия, Арма переносит древнеегипетский миф об Осирисе в современную Африку. Это впервые становится очевидным, когда Арма называет каждую главу египетскими иероглифами. Главные герои тесно связаны с главными движущими силами мифа: преображающейся Асар, отождествляющийся с Осирисом, спутница Асара, Аст, изображённая как Исида, и Соя, представляющая Сета.
Отношения между Аст и Асаром отражают панафриканскую модель объединения как афроамериканцев, не имеющих этнического племени, так и коренных коренных жителей Африки, которые чётко идентифицируют себя с одной деревней.